# Yajin Zhang
Pour les articles homonymes, voir Zhang.
Zhāng Yàjīn (pinyin : Zhāng Yàjīn), née en 1974 à Shanxi, en Chine, est une architecte et urbaniste chinoise. Elle est une des quatre associés du cabinet d’architecture allemand ISA Internationales Stadtbauatelier et la directrice générale du siège chinois de Pékin.

## Carrière
Elle étudie l'architecture à l'Université Tsinghua à Pékin et obtient un titre de maîtrise, en 2000.
Après avoir fini sa formation académique, elle déménage en Allemagne et commence à collaborer avec ISA Internationales Stadtbauatelier, en 2001. Elle développe un projet sur la création urbaine dans le développement des villes en Chine. En 2004 elle devient associée de l'entreprise.
Une de ses spécialités est la planification de nouvelles villes, la préservation et la rénovation urbaine.
Le plan d'ouvrage pour l'aéroport de la ville de Guangzhou, la rénovation du quartier Chongqing et l'Université de la Ville de Guangzhou en sont des exemples. La recherche de Zhang Yajin se concrétise dans la rénovation du quartier New Town.
En 2012, elle termine son doctorat à l'Université de Stuttgart avec une recherche intitulée New cities – Model for à Sustainable New Town Planning and its application in la Chine.
Elle est l'organisatrice de la série ISA Invites à Pékin, un cycle de conférences et séminaires pour promouvoir l'échange d'information entre des experts de la recherche.
Elle travaille aussi comme correspondance de la revue chinoise Community Design.

## Œuvres

### Publications
- New Towns and City Districts, Public Space and Architecture, 2005
- Stadtplanung als ökologisches Mittel – Theorie und Praxis, 2010[4]
- Wir brauchen Planung bevor wir bei einer idealen Welt angekommen sind, 2011[5]
- Chinesische Urbanisierung – Erfahrungen, Entwicklungen, Aufgaben, 2012
- Neue Städte – Modell einer nachhaltigen New Town Planung und deren Anwendung im China, 2012[6]
- Modern Europe New Town Planning, 2012
- Metamorphose der Planungsgruppe, 2012[7]
- Climate Cover for Business Parks, 2012
- Gene and reconstruction, 2014
- New Town: Dream City, 2014